# Stora Lillsjön
Stora Lillsjön är en sjö i Norrköpings kommun i Östergötland och ingår i Motala ströms huvudavrinningsområde. Sjöns area är 0,019 kvadratkilometer och den befinner sig 89 meter över havet.